# Christian von Aster

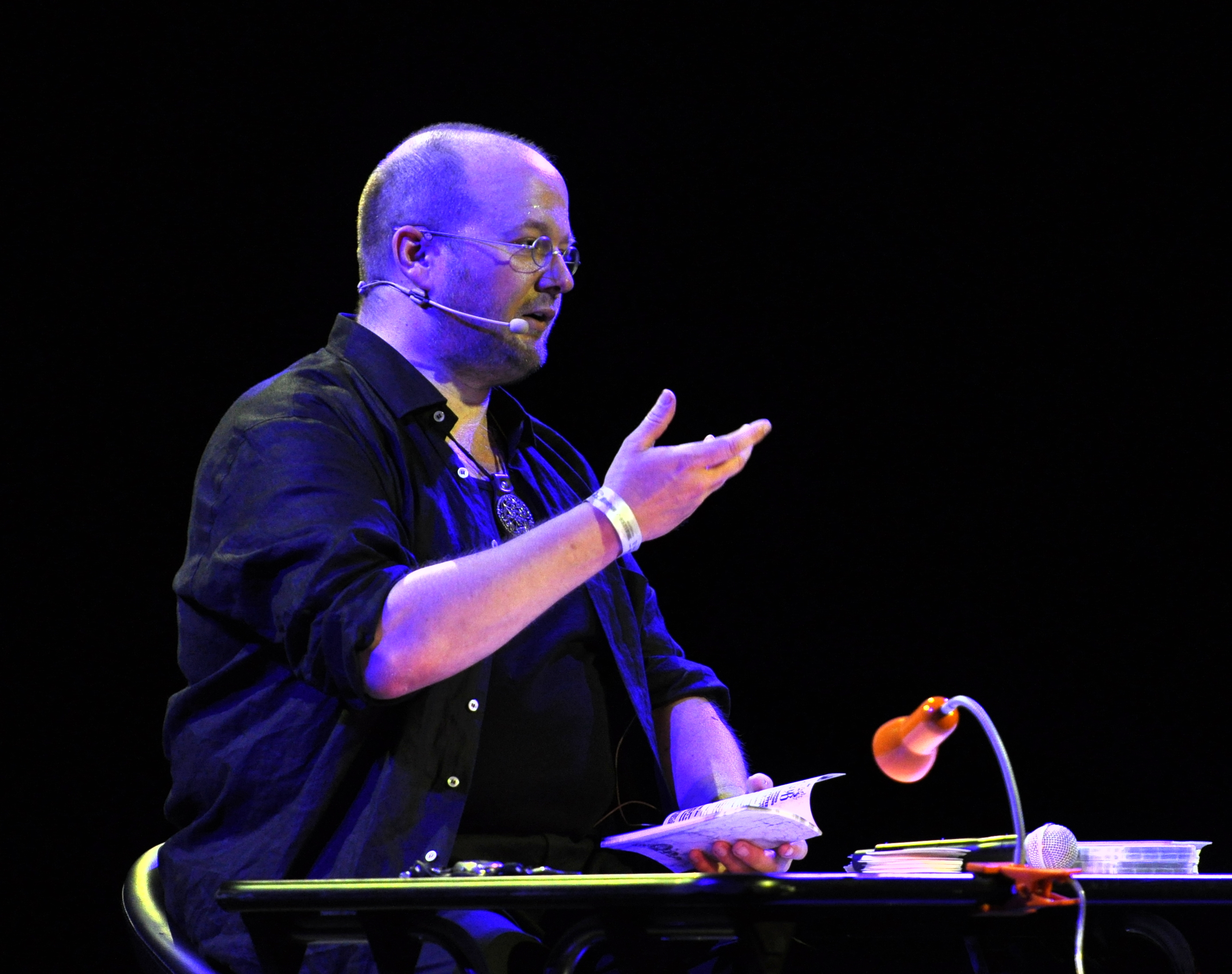
Christian von Aster bei einer Lesung beim Amphi Festival 2013

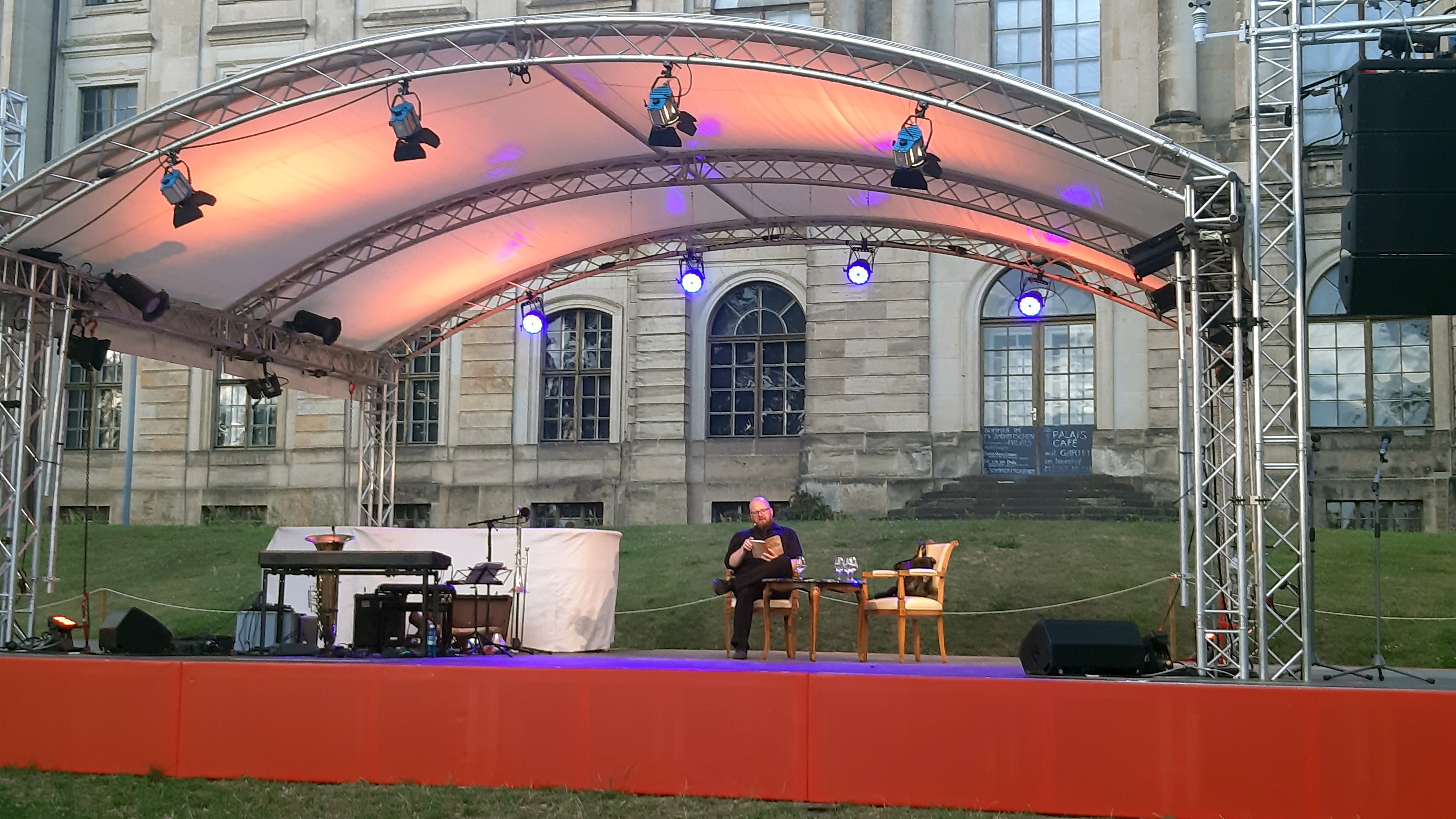
Christian von Aster während einer Lesung 2020

Christian von Aster (* 22. Oktober 1973) ist ein deutscher Schriftsteller, Regisseur und Drehbuchautor.

## Leben
Von Aster studierte Kunst und Germanistik. Er ist unter anderem als Regisseur von Filmen und Hörspielen sowie als Zeichner von Comics tätig und veröffentlichte zahlreiche Texte (unter anderem Satirisches, Fantasy, Krimis), teils in Anthologien. Er tritt regelmäßig auf und nimmt an Lesungen und Workshops teil; schwerpunktmäßig in der Schwarzen Szene, beispielsweise auf dem Wave-Gotik-Treffen. Verschiedentlich kooperiert er mit Bela B., Boris Koch und anderen Autoren und Künstlern. Zusammen mit Koch und Markolf Hoffmann hat er auch die Lesereihe „StirnhirnhinterZimmer“ ins Leben gerufen und 2007 eine Anthologie mit Texten aus dieser Reihe veröffentlicht.
Zudem betreibt er eine Soundcloudpräsenz, wo er eigene und fremde Werke veröffentlicht.
2018 startete er ein großes Projekt zum Thema Märchen mit dem Namen „Märchen Gestalten Leben“, welches stetig wächst. Hier wurden bis dato 450 Märchenbücher ersteigert, um mit anderen Autoren benefizisch die Bedeutung der Märchen zu erklären. Diese Werke werden nach und nach auf der entsprechenden Soundcloudpräsenz eingesprochen.

## Werke
Neben seinen eigenen Werken, seinen Tätigkeiten als Herausgeber und seinen Kooperationen hat Christian von Aster noch eine große Zahl an Kurzgeschichten in verschiedensten Anthologien veröffentlicht.

### Romane und Novellen
- Armageddon TV. Eine bitterböse Mediensatire. Midas, Berlin 2004, ISBN 3-937449-05-1, nominiert für den Kurd Laßwitz Preis 2005.
- Karawane der Diebe. Midas, Berlin 2004, ISBN 3-935901-96-8 (Neuauflage 2009).
- Der Wortenhort. Perico Fantasy, Wiltingen 2005, ISBN 3-00-015327-6.
- Im Schatten der Götter. 2005. Neuauflage Feder & Schwert, Mannheim 2013, ISBN 978-3-86762-169-4.
- Zwerg und Überzwerg. (= Die große Erzferkelprophezeiung Teil 1.) LYX Egmont, Köln 2008, ISBN 978-3-8025-8148-9.
- Das abartige Artefakt. (= Die große Erzferkelprophezeiung Teil 2.) LYX Egmont, Köln 2008, ISBN 978-3-8025-8158-8.
- Nimmerzwerg. (= Die große Erzferkelprophezeiung Teil 3.) LYX Egmont, Köln 2009, ISBN 978-3-8025-8159-5.
- Armageddon TV. Eine bitterböse Mediensatire (Neuauflage). Periplaneta, Berlin 2011, ISBN 978-3-940767-72-1.
- Der letzte Schattenschnitzer. Klett-Cotta, Stuttgart 2011, ISBN 978-3-608-93917-0.
- Robolution. Heyne, München 2013, ISBN 978-3-453-52980-9 (in Markus Heitz' Justifiers-Universum).
- Das eherne Buch. Klett-Cotta, Stuttgart 2015, ISBN 978-3-608-93934-7.
- Der Orkfresser. Klett-Cotta, Stuttgart 2018, ISBN 978-3-608-98121-6.
- Sieben Arten Dunkelheit. Thienemann Verlag, Stuttgart 2019, ISBN 978-3-522-20261-9.
- Zwerg und Überzwerg (Neuauflage). (= Die große Erzferkelprophezeiung Teil 1.) Klett-Cotta, Stuttgart 2020, ISBN 978-3-608-98235-0.
- Das abartige Artefakt (Neuauflage). (= Die große Erzferkelprophezeiung Teil 2.) Klett-Cotta, Stuttgart 2020, ISBN 978-3-608-98364-7.
- Die wahrhaft unglaublichen Abenteuer des jüdischen Meisterdetektivs Shylock Holmes & seines Assistenten Dr. Wa’Tsun. Zweitausendeins, Leipzig 2022, ISBN 978-3-96318-133-7.

### Erzählungen
- mit Boris Koch: Das goldene Kalb- die 10 Gebote des Fortschritts. Midas, Berlin 2001, ISBN 3-935901-01-1.
- mit Boris Koch: Bald. Midas, Berlin 2002, ISBN 3-935901-04-6.
- Websters Pandämonium. Medusenblut, Berlin 2002, ISBN 3-935901-03-8.
- Sieben Sonderliche Schellen. seltsam klingende Geschichten. Midas, Berlin 2003, ISBN 3-937449-00-0.
- Harem der verschleierten Geschichten. Midas, Berlin 2004, ISBN 3-937449-30-2.
- Nachmieter gesucht … Medusenblut, Berlin 2004, ISBN 3-935901-07-0.
- Bilderbuchboy: Denn in deutschen Bärten ist kein Platz für Schuppen. Eine kleine Sammlung kurioser Kurzgeschichten. Edition Unbuch, Berlin 2009, ISBN 978-3-939305-70-5 (Neuauflage 2013).
- Die Wüsten Geschichten: Die Wahrheit über Sindbad, Aladin und Co. Periplaneta, Berlin 2013, ISBN 978-3-940767-89-9 (Hörbuch bei Silberstreif, Neuauflage 2018).
- Allerfeinste Merkwürdigkeiten. Golkonda, Berlin 2013, ISBN 978-3-944720-92-0.
- Shadowboy. Edition Unbuch, Berlin 2014, ISBN 978-3-944072-40-1 (mit gleichzeitigem musikalischem Konzeptalbum von Klangstabil).
- Ein Brief vom Keilerstein. Buchheim Verlag, Grimma 2019, ISBN 978-3-946330-09-7.
- Schnitter, Gevatter und Sensenmann – allerlei Geschichten vom Tod. Edition Outbird, Gera 2024, ISBN 978-3-948887-63-6.

### Herausgeber
- Liber Vampirorum. 2000, ISBN 978-3-935901-99-4
- mit Bela B. Felsenheimer: Liber Vampirorum II. Les enfants du sang. Midas, Berlin 2002, ISBN 3-935901-99-2.
- mit Boris Koch: Liber Vampirorum III. Last blood. Midas, Berlin 2004, ISBN 3-937449-01-9.
- Liber Vampirorum. Resurrected. Midas, Seesen 2004.
- Brackenseed! Die Legende eines Menschenmachers! 2007, ISBN 978-3-937449-12-8
- Stirnhirnhinterzimmer. Midas, Berlin 2007, ISBN 978-3-935901-13-0.
- mit Markolf Hofmann, Boris Koch: Weihnachten im StirnhirnhinterZimmer. Medusenblut, Berlin 2010, ISBN 978-3-935901-15-4.
- Die Baker-Street-Artefakte: Spektakuläre Entdeckungen in einem Saarbrücker Hinterzimmermuseum. Feder & Schwert, Mannheim 2015, ISBN 978-3-86762-249-3.
- mit Markolf Hofmann, Boris Koch: Rückkehr ins StirnhirnhinterZimmer: Geschichten, die sich bestimmt verrückt anhören. 2018, ISBN 978-3-939239-09-3
- Boschs Vermächtnis: Geschichten aus dem Garten der Lüste. Edition Roter Drache, Remda-Teichel 2018, ISBN 978-3-946425-40-3.

### Sachliteratur
- 1999 – Der Millennium Survivor. Ratgeber für das neue Jahrtausend. Achterbahn, ISBN 978-3-89719-066-5
- 1999 – Horror-Lexikon.  Avus Buch & Medien, ISBN 978-3-88059-999-4
- 2000 – Der WG-Triumphator. Achterbahn, ISBN 978-3-89719-069-6
- 2000 – Seifenopern selbst gemacht. Bastelbuch für Serienfreaks. Achterbahn, ISBN 978-3-89719-070-2
- 2002 – Encyclopedia Neurotica. Periplaneta, ISBN 978-3-940767-83-7
- 2002 – Horror-Lexikon. Schwarzkopf & Schwarzkopf, ISBN 978-3-89602-510-4
- 2018 – NeuDeutsch 2.0 Vol. 1: Praxisbezogene Wortschatzerweiterung für fortgeschrittene Wortwertschätzer. Periplaneta, ISBN 978-3-95996-097-7
- 2019 – NeuDeutsch 2.0 Vol. 2: Praxisbezogene Wortschatzerweiterung für fortgeschrittene Wortwertschätzer. Periplaneta, ISBN 978-3-95996-125-7

### Kinderbücher
- 2012 – Der Wasserspeier Fledermeier,  Uni-Edition, Berlin, ISBN 978-3-942171-82-3
- 2016 – Felix: oder: Früher hießen Tauben anders, Edition Roter Drache, Remda-Teichel, ISBN 978-3-946425-15-1
- 2016 – Horrk und Grablakk, Der schwarze Ritter, Hamburg, ISBN 978-3-9817272-6-5
- 2017 – Ausflug mit Frau Runkenrettich, Edition Roter Drache, Remda-Teichel, ISBN 978-3-946425-25-0
- 2019 – Der kleine Golem, Edition Roter Drache, Remda-Teichel, ISBN 978-3-946425-83-0
- 2020 – Timmy kennt den Weihnachtsmann: Eine böse Geschichte über größere Geschenke, Edition Roter Drache, Remda-Teichel, ISBN 978-3-96815-007-9
- 2022 – Eine Socke namens Rechts. Wiesengrund Verlag, Wiesenburg, ISBN 978-3-96814-016-2
- 2022 – Abraxas: Ein Krähenmärchen, Edition Roter Drache, Remda-Teichel, ISBN 978-3-96815-033-8

### Sonstige
- 2003 – Dunkeldingens Düsterschau. Eine Freakshow in vier Orten. Medusenblut, ISBN 978-3-935901-97-0
- 2003 – Höllenherz. Eine erotopoetische Diableske tragischer Natur (Neuauflage 2016). Edition Roter Drache, ISBN 978-3-946425-01-4
- 2004 – Timmy kennt den Weihnachtsmann. Periplaneta, ISBN 978-3-940767-43-1
- 2004 – 10 kleine Grufties. Felsenheimer, ISBN 978-3-932552-87-8
- 2006 – Troll!. Periplaneta, ISBN 978-3-940767-44-8
- 2008 – Herr Alptraum und die Segnungen des Fortschritts. Glücklicher Montag, ISBN 978-3-9812898-6-2
- 2009 – Mitternachtsraben – Geschichten zum Absinth (auch als Hörbuch erhältlich). Periplaneta, ISBN 978-3-940767-46-2
- 2010 – Apocalypse Au Chocolat. Periplaneta, ISBN 978-3-940767-53-0
- 2010 – Ziegenmärchen (auf Deutsch, Englisch und als Hörbuch erschienen). Periplaneta, ISBN 978-3-940767-64-6
- 2013 – Alice vs. Wunderland: Eine Pubertätsdramödie (Im Original mit Hörbuch)
- 2014 – Piratenpack (CD mit 10 Lieder für Piraten)
- 2014 – Herr Alptraum und die Wonnen der Umerziehung. Glücklicher Montag, ISBN 978-3-9815274-5-2
- 2014 – Kryptozoologisches Panoptikum 1 und 2 (Mit Oliver Graute, Postkartensets)
- 2014 – Jadetrunk und Rabenfuss: Eine kleine Sammlung chinesischer Märchen. Uni Edition, ISBN 978-3-944072-41-8
- 2013 – Alice vs. Wunderland: Eine Pubertätsdramödie (Hörbuch)
- 2015 – Schwestern der begrenzten Barmherzigkeit
- 2015 – Viecherverse (Postkartenset)
- 2015 – Alice vs. Wunderland: Eine Pubertätsdramödie (Neuauflage). Edition Roter Drache, ISBN 978-3-946425-56-4
- 2017 – Ruprechts großer Rutentest: Eine halbbesinnliche Sammlung beinaheweihnachtlicher Geschichten. Edition Roter Drache, ISBN 978-3-946425-33-5
- 2017 – Das Koboltikum. Edition Roter Drache, ISBN 978-3-946425-30-4
- 2018 – Alice vs. Wunderland: Eine Pubertätsdramödie (Neuauflage). Edition Roter Drache, ISBN 978-3-946425-56-4
- 2020 – Vier Füße für ein Halleluja: Kleine Sammlung klerikaler Satire. Edition Roter Drache, ISBN 978-3-946425-93-9
- 2020 – Die Gruft: Kleines Handbuch für schwarzes Lebensgefühl. Lysandra Books Verlag, ISBN  978-3-946376-64-4
- 2020 – Kohlrabenschwarz. Zusammen mit Tommy Krappweis Skript/Geschichte für das Audible-Hörspiel.
- 2025 – Das Schlachthaus der Träume. Edition Outbird, ISBN 978-3-948887-77-3 (Lyrik)

### Filme
- 2002 – Puzzle Punk
- 2007 – Der Rosenkavalier
- 2008 – Kevin – Die Blutsaugerdoku
- 2013 – Die schlimmsten aller Trolle
- 2016 – Felix: oder: Früher hießen Tauben anders

### Filme auf Basis seiner Werke
- 2011 – Herr Alptraum
- 2013 – Dunkeldingens Düsterschau

## Schauspieler
- 2002: Hochzeit auf Raten
- 2002: Puzzle Punk
- 2003: Berlin, Berlin (TV-Serie)
- 2005: Antikörper
- 2016: Der schwarze Nazi

## Kurioses
- Platz 44 der deutschen Charts 1999 mit Hinter diesen Mauern (Dungeon Keeper 2 Song) mit Sven Francisco und lotte ohm.
- 2019 sprach Christian von Aster den Ansager auf dem Album Dein Dämon des deutschen Künstlers The Snatcher.[1]
- Für das von ihm verfasste Hörspiel Kohlrabenschwarz schlüpfte er 2020 in die Rolle des Zwergen.

## Preise
- 2000: Micromovie Awards von Studio Universal
- 2002: Lovecraft Reminiszenz Wettbewerb
- 2006: CABINET Kabarettpreis
- 2012: Seraph. Bester phantastischer Roman für Der letzte Schattenschnitzer.